# Vòng giờ

Sơ đồ mô tả định nghĩa góc giờ của một ngôi sao

Trong thiên văn học, vòng giờ là đường tròn lớn đi qua thiên thể và hai thiên cực. Nó cùng với xích vĩ và khoảng cách (từ khối tâm của hành tinh) xác định vị trí của một thiên thể bất kỳ. Do đó, nó là một khái niệm cao hơn so với khái niệm kinh tuyến được định nghĩa trong thiên văn học, kinh tuyến là vòng giờ đi qua thiên đỉnh và thiên để, và nó tính đến địa hình và độ sâu đến tâm Trái Đất tại vị trí của người quan sát mặt đất. Các vòng giờ, một cách cụ thể, là những đường tròn vuông góc (tạo thành một góc vuông) với mặt phẳng xích đạo thiên cầu, góc giữa một vòng giờ của một thiên thể so với kinh tuyến dọc theo xích đạo thiên cầu được gọi là góc giờ. Ngược lại, xích vĩ của một thiên thể nhìn trên thiên cầu là góc của thiên thể đó so với xích đạo thiên cầu (do đó nằm trong khoảng từ +90° đến −90 °).
Vị trí của các ngôi sao, hành tinh, và các thiên thể xa tương tự thường được biểu diễn bằng các tham số sau, mỗi tham số cho một trong ba chiều không gian: xích vĩ, xích kinh (góc giờ cố định theo kỷ nguyên thiên văn), và khoảng cách. Xích kinh lấy điểm mốc tại điểm xuân phân theo kỷ nguyên (chẳng hạn  J2000) đã nêu.
Một kinh tuyến trên thiên cầu trùng với một vòng giờ tại bất kỳ thời điểm nào. Vòng giờ là một kiểu tọa độ riêng, theo đó nó được biểu thị bằng đơn vị giờ thay vì độ, radian, hay các đơn vị đo góc khác. Các vòng giờ cho phép dễ dàng dự đoán góc (và thời gian, do Trái Đất quay khá đều đặn, xấp xỉ bằng với số giờ) giữa hai quan sát của hai thiên thể ở cùng hoặc gần cùng một xích vĩ. Các vòng giờ (và kinh tuyến) được đo bằng giờ (hoặc giờ, phút và giây); một vòng quay (360°) tương đương với 24 giờ; 1 giờ tương đương với 15°.
Một kinh tuyến thiên văn cũng theo cùng khái niệm, và gần chính xác, cũng theo hướng của một kinh tuyến (hay kinh độ) trên quả địa cầu.